# Leitnerbach (Freisingbach)
Der Leitnerbach ist ein rund 1 Kilometer langer, rechter Nebenfluss des Freisingbaches in der Steiermark.

## Verlauf
Der Leitnerbach entsteht im Nordwesten der Stadtgemeinde Bärnbach, im zentralen Teil der Katastralgemeinde Piberegg, westlich des Hofes Leitenhube und nordwestlich des Hofes Steiner. Er fließt im in einem flachen Rechtsbogen insgesamt nach Nordosten. Direkt an der Grenze der Katastralgemeinden Kohlschwarz und Piberegg mündet er nordöstlich des Hofes Leitenhube in den Freisingbach, der kurz danach nach links abbiegt.
Auf seinem Lauf nimmt der Leitnerbach sowohl von links als auch von rechts je einen unbenannten Wasserlauf auf.